# Ustrój terytorialny państwa

## Ustrój terytorialny państwa
Ustrój terytorialny państwa jest to rozczłonkowanie kraju na jednostki terytorialne, obejmujące część terytorium, które służy sprawowaniu funkcji publicznych. Wszystkie wspólnoty terytorialno-polityczne składają się z mniejszych lub większych części terytorialnych ułatwiających rządzenie i pozwalających na objęcie rządem politycznym całego obszaru państwa.
Jednostki terytorialne państwa mogą być ściśle ze sobą powiązane i tworzyć jednolitą wspólnotę terytorialną, bądź pozostawić w luźniejszych związkach i tworzyć wspólnotę zespoloną.

## Państwa unitarne
Przykładem państwa jednolitego terytorialno-politycznego oraz jego wyznacznikiem jest państwo unitarne. Cechą charakterystyczną państwa unitarnego jest brak występowania części wykazujących znamiona znacznej samodzielności. W państwie unitaryzm istnieje jednolita i wspólna dla wszystkich części składowych władza centralna oraz jednolity system organów państwowych, kształtowany na jednolitych zasadach. Państwo unitarne przyjmuje mniej lub bardziej scentralizowaną postać. Scentralizowane wiąże się ze stworzeniem zwartej struktury organizacyjnej władzy i ześrodkowaniem mechanizmu decyzyjnego. w tego rodzaju państwie większość decyzji podejmuje się na szczeblu władzy centralnej. 
Państwa unitarne dzielą się na jednostki terytorialne funkcjonalnie w sprawowaniu administracji. Jednostki te przybierają różne nazwy np. gmina, powiat, województwo. Celem podziału terytorialnego jest stworzenie właściwości miejscowej jednostek organizacyjnych, dla których tworzy się dany podział. Służyć ma wprowadzeniu ładu przestrzennego.
Państwa unitarne stanowią większość państw nie tylko w Europie, ale i w świecie. Proces powstawania nowych państw unitarnych wciąż trwa. Przykładem jest wiele państw powstałych w latach 90. XX wieku.

## Państwa federalne
Cechą znamienną państwa federalnego jest złożoność tego organizmu państwowego składającego się z różnych jednostek państwowych o znacznym stopniu niezależności. Państwa federalne stanowią swoisty związek państw, które częściowo zrzekają się suwerenności na rzecz państwa federalnego.
Państwa federalne powstają na podłożu narodowościowym i etnicznym. Przykładem tego rodzaju państw są Szwajcaria, Belgia, Rosja. Jednakże pewne państwa federalne powstały w wyniku jednoczenia się mniejszych wspólnot terytorialno-politycznych. Przykładem klasycznym są Stany Zjednoczone czy Brazylia. 
Wybór państwa federalnego jako ustroju wpływa wiele czynników takich jak, m.in. narodowość, język, religia, wspólna historia. W pewnym okresie dziejowym przesądziły one o zespoleniu narodów i narodowości oraz stworzenia wspólnoty federalnej oraz wspólnego dzielenia losów bytu narodowego.

## Autonomia regionalna
Autonomia regionalna jest jednostką terytorialną państwa występującą w ustroju terytorialnym państwa, której władze centralne przyznają specyficzny sposób samodzielności. Ta wspólnota społeczna zamieszkująca wydzielony obszar i jej organy korzysta z pewnych uprawnień w zakresie podejmowania decyzji odnoszących się do zaspokajania potrzeb zbiorowych natury gospodarczej i kulturalnej, łącznie z możliwością stanowienia prawa dla danej jednostki terytorialnej. Autonomia regionalna jest związana z tendencją zadość uczynienia wspólnotom społecznym przyznania prawa do załatwiania spraw na niższych szczeblach jednostek terytorialnych oraz przeniesienia odpowiedzialności za sprawy publiczne na organy wyłaniane bezpośrednio przez zainteresowane społeczności
Autonomia regionalna ma szczególne znaczenie w krajach, w których podstawę wyodrębnienia regionu jest zamieszkiwane go przez mniejszość narodową lub etniczną albo religijną. Przyznanie autonomii dowodzi uznania przez władze centralne państwa materialnych i kulturalnych aspiracji tych mniejszości i rezygnacji z rozciągania rozwiązań centralnych na region. Realizacja aspiracji do autonomii regionalnej prowadzi do zmian w formie państwa mechanizmach jego funkcjonowania. Przykładem zmian z formy unitarnej państwa do formy federalnej jest Belgia. Trzy regiony Flandria, Walonia i Bruksela oraz trzy wspólnoty językowe flamandzka, frankofońska oraz niemieckojęzyczna uzyskała możliwość samodzielnego decydowania o własnych sprawach. w regionach utworzono parlamenty i rządy z samodzielnymi kompetencjami, zwłaszcza w zakresie spraw gospodarczych i kulturalnych.

## Główny składnik ustroju terytorialnego
Samorząd terytorialny jako składnik ustroju terytorialnego państwa występuje w formie lokalnej wspólnoty terytorialnej ludzi na szczeblu gmin i wyższych jednostek terytorialnych. Samorząd terytorialny powołany zostaje w celu wykonywania funkcji administracji publicznej w formach zdecentralizowanych.
W polskich warunkach samorząd terytorialny zyskał gwarancję konstytucyjną. O istocie samorządu terytorialnego decydują podmiot i przedmiot samorządu oraz sposób wykonywania zadań administracji publicznej. Podmiotem samorządu terytorialnego jest społeczność zamieszkała na określonym terytorium, zorganizowanym w terytorialny związek samorządowy. Tworzy ona wyodrębnioną organizację. Organizacja ta nie jest w stanie realizować swych zadań przy udziale wszystkich mieszkańców drogą demokracji bezpośredniej. Dlatego też społeczność lokalna powołuje w drodze wyborów kolegialne organy związku. Organy te, a nie cała społeczność lokalna, wykonują zadania administracji publicznej. Społeczności lokalnej przysługuje natomiast prawo do organu przedstawicielskiego samorządu. Wybór organu jest warunkiem niezbędnym uznania organizacji społeczności lokalnej za instytucje samorządową
Samorząd korzysta ze środków właściwych władzy państwowej w wykonywaniu przyznanych zadań, czyli środków władczych. Wykonywanie zadań administracji publicznej, z możliwością stosowania władzy administracyjnej, należy do istoty samorządu terytorialnego. Sposób wykonywania administracji publicznej jest właściwy samorządowi i polega na samodzielnym spełnianiu tych zadań w bezpośredniej styczności ze społecznością lokalną. Organy państwowe mogą wkraczać i nadzorować działalność samorządu jedynie w zakresie określonym prawem.